# 13.5 cm K 09
13.5 cm K 09 — 135-мм полевое орудие германской армии времён Первой мировой войны.

## Описание
Разработано концерном Фридриха Круппа в Эссене как замена орудия 10 cm K 04. К началу войны на вооружении Германии было всего 4 таких орудия. В 1915 году производство было приостановлено по причине бесперспективности (калибр и размеры были слишком большими), однако после начала проблем со снабжением производство возобновили.
29 сентября 1918 во время битвы за Северный канал (часть Стодневного наступления) Новозеландская дивизия захватила одно такое орудие силами двух батальонов Веллингтонского полка во время штурма линии Гинденбурга. Захваченное орудие под номером 4 было отправлено в Новую Зеландию как трофей, а в 1920 году подарено городу Веллингтон в память об отваге солдат. В настоящий момент это единственный экземпляр 135-мм пушек подобного типа и находится в Ботаническом саду Веллингтона.